# Санта Марија Мадалена (Ровиго)
Санта Марија Мадалена је насеље у Италији у округу Ровиго, региону Венето.
Према процени из 2011. у насељу је живело 8174 становника. Насеље се налази на надморској висини од 5 м.